# Medborgarhuset, Eslöv

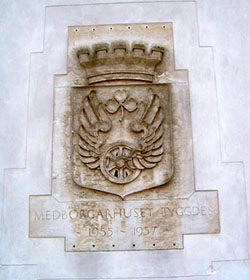
Eslövs vapen på Medborgarhusets norra kortsida

Medborgarhuset i Eslöv är tillkommet efter en av Eslöv utlyst arkitekttävling 1947. Tävlingen vanns av den nyexaminerade arkitekten Hans Asplund, som samma år tagit examen på Kungliga Tekniska högskolan i Stockholm. Byggnaden påbörjades inte förrän 1955 och invigdes 28 september 1957. Medborgarhus var vid denna tiden något av ett modebegrepp bland arkitekter och stadsplanerare. Ändamålet med byggnaden skulle vara att hysa "föredrag, dramatiska och litterära föreställningar, uppvisning i gymnastik, konstnärlig dans, filmvisning samt liknande tillställningar som icke äventyrar sunt och fostrande nöjesliv." 
Byggnaden, som är i sen funktionalistisk stil, består av tre distinkt åtskilda delar; den liggande foajén, den stående högdelen med kontor samt en bågformad del med samlingssalar. Byggnaden är uppförd med dyrbara material och bearbetningen av detaljer är omsorgsfull. Alla inredningsdetaljer, allt från lampor och möbler till dörrhandtag och ridå, har Hans Asplund själv designat. Medborgarhuset genomgick 2002–03 en omfattande inre renovering. Medborgarhuset i Eslöv belönades 2007 med tredjepris – diplom, av EU:s kulturarvsorganisation Europa Nostra.
| ”               | För en kvalificerad restaurering och förnyelse av ett enastående exempel på modern arkitektur i medborgarnas tjänst. | „ |
| – Europa Nostra | |   |

## Konstnärlig utsmyckning
Medborgarhuset har karaktär av ett allkonstverk, där arkitekten tagit ansvar för konstnärlig utformning och inpassning av enskilda inredningsdetaljer. Det största enskilda formningsaverket i inredningen kan sägas vara ridån i den största salen, A-salen. Denna har skissats av Hans Asplund, med en slutlig skiss daterad 22 januari 1957, och vävts av Malmö hemslöjdssällskap. Verket, som saknar titel, speglar tusentals år av teaterhistoria och är fylld av bildsymboler från olika tidsepoker. Den enda text som finns är Ars longa ("Konsten är evig"), men utan det vanliga tillägget vita brevis ("livet är kort").
En central del av bilden är en entré med tempeldörrarna öppna, med den sexarmade Shiva, dansens gudinna, som välkomnar in i teaterns tempel. I övre högra hörnet finns en urtavla avbildad, vilken är placerad ovanför en minoisk labyrint. Ett offerkärl påminner om oraklen i de grekiska templen, i en kultur som var grunden för nutidens västerländska teater- och dramakultur, och skrattande och gråtande ansikten symboliserar tragedi och komedi.
Ridåns färger är ockra, lila, blått och orange. Den hängde ursprungligen i en båge, men hänger numera i en rät linje.

## Nytillkomna konstverk
På en vägg, som tillkommit i samband med restaureringen 2002–03, finns konstverket Atlas/Intarsia av Leonard Forslund. Det består av en väggatlas i akrylplast samt intarsiaarbete i en dörr. Konstverket är tänkt att illustrera hur vår geografiska bild av världen har förändringen mellan tidpunkten för byggnadens uppförande och millennieskiftet.

## Byggnadminnesförklaring
Medborgarhuset blev 2001 förklarat byggnadsminne av Länsstyrelsen i Malmöhus län.
| ”                                                       | Såväl det konstnärliga som det arkitektoniska värdet är högt. Formspråket är starkt och konsekvent genomfört med olika former upprepade i varianter, anpassade efter respektive utrymme. Varje detalj är medvetet utformad - en radiator och dess placering är inte bara en funktion utan blir här en del av gestaltningen. Estetik sammanfaller med teknik. | „ |
| – Byggnadsminnesförklaring av Eslövs Medborgarhus, 2001 | |   |